# Mário Lúcio da Silva
Mário Lúcio da Silva (Bonfim, 6 de outubro de 1941 - Belo Horizonte, 2020) foi um lutador e professor de judô brasileiro. Irmão do também lutador e mestre em jiu-jitsu Hilton Leão da Silva.

### Biografia
Mário Lúcio iniciou a prática do judô no começo da década de 1960, com o sensei Édson Isoni, no Centro Esportivo Lutadores Unidos (CELU), no centro de Belo Horizonte. Obteve a faixa preta em 1968 e fundou a Academia BF (Beneficência Portuguesa), que funcionava no porão da igreja do bairro Carlos Prates. Em seguida passou a trabalhar na academia Alterosa Judô Clube. Após passar uma temporada aperfeiçoando sua técnica no Instituto Kodokan, em Tóquio, começou a ensinar no Minas Tênis Clube, onde cuidava das categorias de base, com maior ênfase no judô infantil.
Mário Lúcio da Silva faleceu em 2020, vítima de embolia pulmonar.

### Projeto Avança Judô
Em 2007, a Confederação Brasileira de Judô lançou o projeto social Avança Judô, uma ferramenta de inclusão social por meio do esporte. Em 2009, sensei Mário Lúcio assumiu a direção do projeto da CBJ em Minas Gerais, na cidade de Vespasiano.
Em 2022, o dojo da instituição passou a se chamar Dojô Professor Mário Lúcio da Silva, em sua homenagem.